# Sinjski alkari (koračnica)
Sinjski alkari je koračnica hrvatskog skladatelja Josipa Kuletina nastala 1933. godine, izvorno pod nazivom Alkari. Skladba predstavlja glazbeni hommage viteškom natjecanju Sinjska alka i postala je dijelom kulturnog identiteta grada Sinja i Cetinske krajine.
Prema skladateljevom pismu upućenom Viteškom alkarskom društvu u Sinju 28. travnja 1934. godine, skladba je prvi put izvedena 5. listopada 1933. godine. Današnji naziv „Sinjski alkari” usvojio se naknadno kroz praksu izvođenja. Tijekom alkarske manifestacije postala je obveznim dijelom ceremonije. Gradska glazba Sinj izvodi je prilikom ulaska i izlaska alkarske povorke s trkališta.
Koračnica prati klasičnu trodijelnu formu marša s triom. Skladba je koncipirana u složenoj trodijelnoj pjesmi gdje su marš i trio dvodijelnog oblika, a trio se ponavlja dvaput. Kuletin je kombinirao austro-ugarsku glazbenu tradiciju s mediteranskim melodijskim pristupom zasnovanim na folkloru Dalmatinske zagore.
Orkestracija je prilagođena puhačkom orkestru s grupiranjem instrumenata. 
Rukopis koračnica objavljen je u knjigi fra Joze Župića „Josip Kuletin: Sinjski alkari i druge skladbe”.